# حصار (شیروان)
حصار، روستایی از توابع بخش قوشخانه شهرستان شیروان در استان خراسان شمالی ایران است.

## جمعیت
این روستا در دهستان قوشخانه قرار دارد و براساس سرشماری مرکز آمار ایران در سال ۱۳۸۵، جمعیت آن ۳۹۱ نفر (۸۴ خانوار) بوده‌است.